# Zerstörer-für-Stützpunkte-Abkommen

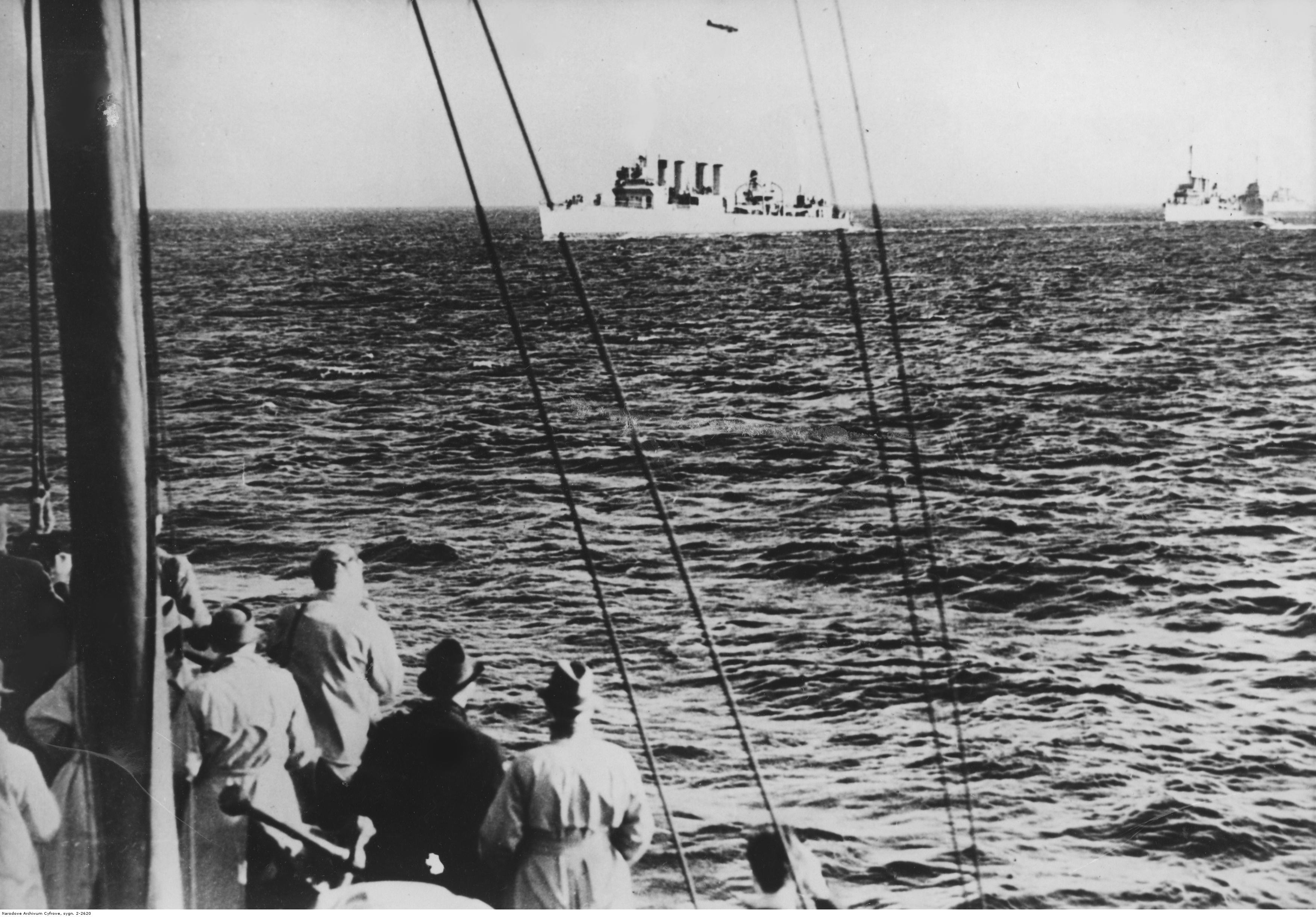
Die Zerstörer laufen im Oktober 1940 in einen britischen Hafen ein

Das als „Destroyer Deal“ bekannte Destroyers for Bases Agreement (deutsch: „Zerstörer-für-Stützpunkte-Abkommen“) vom 2. September 1940 war ein Abkommen im Zweiten Weltkrieg zwischen den Vereinigten Staaten und dem Vereinigten Königreich. Für die Überlassung von Stützpunkten für den Zeitraum von 99 Jahren auf den Bahamas, Bermudas, Jamaika, St. Lucia, Trinidad, Antigua sowie auf Neufundland und in Britisch-Guyana übergaben die USA der Royal Navy Großbritanniens 43 und der Royal Canadian Navy sieben Schiffe aus der Zeit des Ersten Weltkrieges.

## Internationale Entwicklung
Die isolationistische Einstellung der US-amerikanischen Öffentlichkeit gegenüber der Beteiligung an einem Krieg in Europa fand ihren Ausdruck im Neutrality Act, der die Waffenlieferung an einen kriegführenden Staat nur gegen sofortige Bezahlung erlaubte. Hinzu kam, dass Präsident Roosevelt im Hinblick auf die bevorstehenden Präsidentschaftswahlen 1940 darauf bedacht war, an dieser Regelung, die die weitergehende Hilfe für das bedrängte Großbritannien behinderte, keine Kritik zu üben.
Am 15. Mai 1940 sandte Churchill an Roosevelt die Bitte, dem Vereinigten Königreich vierzig oder fünfzig der älteren Zerstörer aus dem Ersten Weltkrieg zu leihen, da es im Interesse der amerikanischen Sicherheit wäre, ein vollkommen unterworfenes und nazisiertes Europa zu verhindern. Die Leihbasis wäre nötig, da die Gold- und Devisenreserven zur Neige gingen. Roosevelts Administration wollte zunehmend Hilfe leisten, aber unter der Prämisse die Vereinigten Staaten aus dem europäischen Krieg herauszuhalten und nicht hineinzuziehen. Roosevelt verwies in seiner unverbindlichen Antwort auf rechtliche und politische Hindernisse und dass die Zerstörer zur Überwachung der amerikanischen Küstengewässer benötigt würden. Die amerikanische Regierung rechnete bis zu diesem Zeitpunkt nur mit einem der folgenden Kriegsszenarien: Die Demokratien gewinnen den Krieg ohne aktive amerikanische Unterstützung; der Krieg mündet in eine Pattsituation in der Amerika einen Verhandlungsfrieden vermitteln könnte oder dass die Demokratien im Verlauf eines langen Krieges ernstlich in Gefahr kämen besiegt zu werden. Ein erstaunlich schneller deutscher Sieg im Westen, bevor die Vereinigten Staaten nennenswerte Hilfeleistung erbringen konnten, war nicht in Betracht gezogen worden. Nach der Niederlage Frankreichs und dem Waffenstillstand von Compiègne am 22. Juni bestand die Gefahr, dass das auf sich gestellte Vereinigte Königreich ebenfalls besiegt werden könnte. Das Dilemma war, ob Amerika seine vorhandenen Waffen wie die Zerstörer für die eigene Verteidigung zurückhalten oder sie zur Verhinderung eines deutschen Sieges dem kämpfenden Vereinigten Königreich zur Verfügung stellen sollte.
Die französische Flotte lag nach den Waffenstillstandsbedingungen hauptsächlich in Nordafrika, sollte aber unter deutscher und italienischer Kontrolle demobilisiert und entwaffnet werden. Die Gefahr einer Übernahme durch die Deutschen war dabei offensichtlich. Für den Fall einer britischen Niederlage nach einer deutschen Invasion wurde darüber nachgedacht, die britische Flotte nach Kanada zurückzuziehen, und Churchill hatte Roosevelt darauf hingewiesen, dass die Gefahr bestünde, dass die britische Flotte zur Verhandlungsmasse bei Friedensverhandlungen werden könnte. Vor führenden amerikanischen Wirtschaftsvertretern machte Roosevelt kurz darauf deutlich, dass nach einem Ausscheiden der britischen und französischen Flotte nichts mehr zwischen Amerika und den Achsenmächten stehen würde.
Im späten Mai 1940 benötigte die Royal Navy nach der Evakuierung der alliierten Truppen aus Dünkirchen dringend Schiffe, auch um die durch deutsche U-Boote bedrohten kriegswichtigen Warenlieferungen über den Atlantik zu schützen. Die Anfrage der USA über die Pacht von Luftwaffenstützpunkten in Trinidad, Bermuda und Neufundland ohne weitere Gegenleistung lehnte der britische Premierminister Winston Churchill am 27. Mai ab. Churchills Bitte Ende Juli bezüglich der dringenden Überlassung von Schiffen für die Konvoisicherung lehnte wiederum Roosevelt ab.

## Amerikanische Innenpolitik
Im Mai 1940 gründete der einflussreiche Publizist und Politiker William Allen White das Committee to Defend America by Aiding the Allies (CDAAA), das spendenfinanziert Öffentlichkeitsarbeit gegen den Isolationismus und für eine Unterstützung der Alliierten machte. Während der CDAAA dabei unbedingt einen Kriegseintritt der USA vermeiden wollte, sammelten sich in der Century Club Group in New York einflussreiche Persönlichkeiten, die ebenfalls für eine materielle Unterstützung warben und dabei auch die Gefahr einer Kriegsausweitung auf die USA erkannten und bereit waren dies in Kauf zu nehmen. Die Isolationisten gründeten erst Ende Sommer 1940 das America First Committee. Die amerikanische Öffentlichkeit war besorgt um die amerikanische Sicherheit, die mangelnde Kriegsbereitschaft und geteilter Meinung, wie man den Alliierten helfen sollte. Ein aktives Engagement in Europa wurde mehrheitlich abgelehnt.
Mit Wendell Willkie stellten die Republikaner einen Präsidentschaftskandidaten auf, der wie Roosevelt ein Befürworter umfassender Hilfsleistungen war und am 16. Juli 1940 wurde Roosevelt von seiner eigenen Partei als Präsidentschaftskandidat für eine dritte Amtsperiode aufgestellt. Das schaffte die politische Freiheit, die Zerstörerfrage zu Wahlkampfzeiten zu behandeln.
Am 25. Juli verfasste die Century Group eine Denkschrift, dass Großbritannien im Tausch für britische Militärstützpunkte in der westlichen Hemisphäre die geforderten Zerstörer erhalten sollte. Dabei sollten sich die Briten auch verpflichten, im Fall einer erfolgreichen deutschen Invasion die Royal Navy weder zu versenken noch auszuliefern, sondern in amerikanische oder kanadische Stützpunkte zurückzuziehen. Das CDAAA setzte eine gewaltige Agitationskampagne mit Rundfunkauftritten des Weltkriegsveteranen John J. Pershing in Gang und die Forderung nach sofortigem Handeln und die Verwunderung über formalrechtliche Hindernisse wurde immer stärker.

## Abkommen
Nach Konsultation seiner Regierungsmitglieder beschloss Roosevelt am 13. August den Handel voranzubringen und bot Churchill in einem längeren Schreiben Zerstörer, Torpedoboote und eine kleinere Zahl von Flugzeugen gegen die Überlassung namentlich benannter Stützpunkte vor. Er erklärte auch, dass die Zusicherung über das Schicksal der Royal Navy nichtöffentlich erfolgen könne. Churchill bestand darauf, die Pachtbedingungen für die Stützpunkte so verschleiernd zu formulieren, damit die britische Öffentlichkeit nicht erkennen könne, wie außerordentlich günstig der Handel für die USA war. Der Abschluss des sogenannten „Destroyer Deal“ wurde am 30. August verkündet. Am 2. September 1940 wurde das Abkommen schließlich unterzeichnet.
Die USA erhielten daraufhin kostenlos für 99 Jahre mehrere Landstücke für Stützpunkte. Die Royal Navy erhielt im Gegenzug 50 Zerstörer verschiedener Klassen, allesamt Entwürfe aus der Zeit des Ersten Weltkrieges.
Der Tauschhandel beschleunigte die Verhandlungen zwischen Deutschland und Japan, die zum Abschluss des Dreimächtepaktes Ende September 1941 führten. Er sollte Amerika davon abhalten, in den Krieg einzutreten. Die Royal Navy konnte bis Ende des Jahres 1941 nur neun der Zerstörer in Dienst stellen und auch die Übergabe von Torpedobooten und Gewehren, die man im Vertragsentwurf zu erwähnen vergessen hatte, verzögerte sich. Die Symbolkraft, dass die USA und das Vereinigte Königreich zusammenrückten, überwog den praktischen Nutzen während der Schlacht um England.

## Rechtliche Einordnung
Justizminister Robert H. Jackson gab am 17. August sein Placet, dass der amerikanische Präsident den Kongress nicht befragen müsse, da er verfassungsgemäß mit dem Oberbefehl über die Streitkräfte und der Zuständigkeit für die Außenpolitik Pachtverträge abschließen könne. Admiral Stark gab die gesetzlich notwendige Zustimmung der Marine für die Abgabe von Kriegsmaterial und bestätigte, dass die Zerstörer im Vergleich mit den erworbenen Stützpunkten nicht wesentlich für die Landesverteidigung seien. In einer 1941 verlesenen Rede erklärte Jackson, Angriffskriege wären Kriege gegen die Völkergemeinschaft und als verantwortliches Mitglied der Völkergemeinschaft dürften die USA Hilfe an angegriffene Staaten leisten, wie das auch in Bürgerkriegen an rechtmäßige Regierungen zulässig sei.
Nach Artikel 8 der Haager Konventionen von 1907 war dieser Vorgang nicht mit dem Status der USA als neutraler Staat vereinbar. Dies hätte die deutsche Seite durchaus als casus belli zur Kriegserklärung nutzen können.

## Stützpunkte auf den überlassenen Territorien
Antigua
- Naval Air Station bei Crabbs Peninsular
- Army Air Force Base bei Coolidge (Coolidge AFB), heute Flughafen VC Bird International

Britisch Guayana
- Army Air Force Base Atkinson Aerodrome (heute Cheddi Jagan International Airport) und eine Wasserflugzeug-Basis nahe Suddie.

Jamaika
- Army Air Force Base (Vernam AFB)
- Naval Air Station (Little Goat Island)
- Naval facility bei Port Royal

St. Lucia
- Army Air Force Base (Beane AFB)
- Naval Air Station (Gros Islet Bay)

Bermuda
- Fort Bell Army Airfield bekannt als Kindley Field (L.F. Wade International Airport)

Neufundland

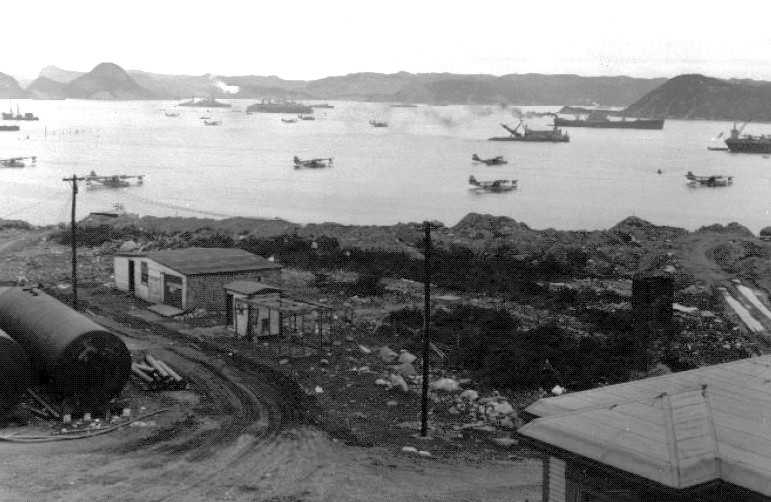
US-Basis Argentia, Neufundland 1942

- Army Air Force Bases (Pepperrell AFB, Goose Bay AFB, Stephenville AFB)
- Naval Station Argentia
- weitere Anlagen zur Unterstützung der anderen Basen

Trinidad
- Waller AFB, Carlsen AFB

## Übergebene Zerstörer

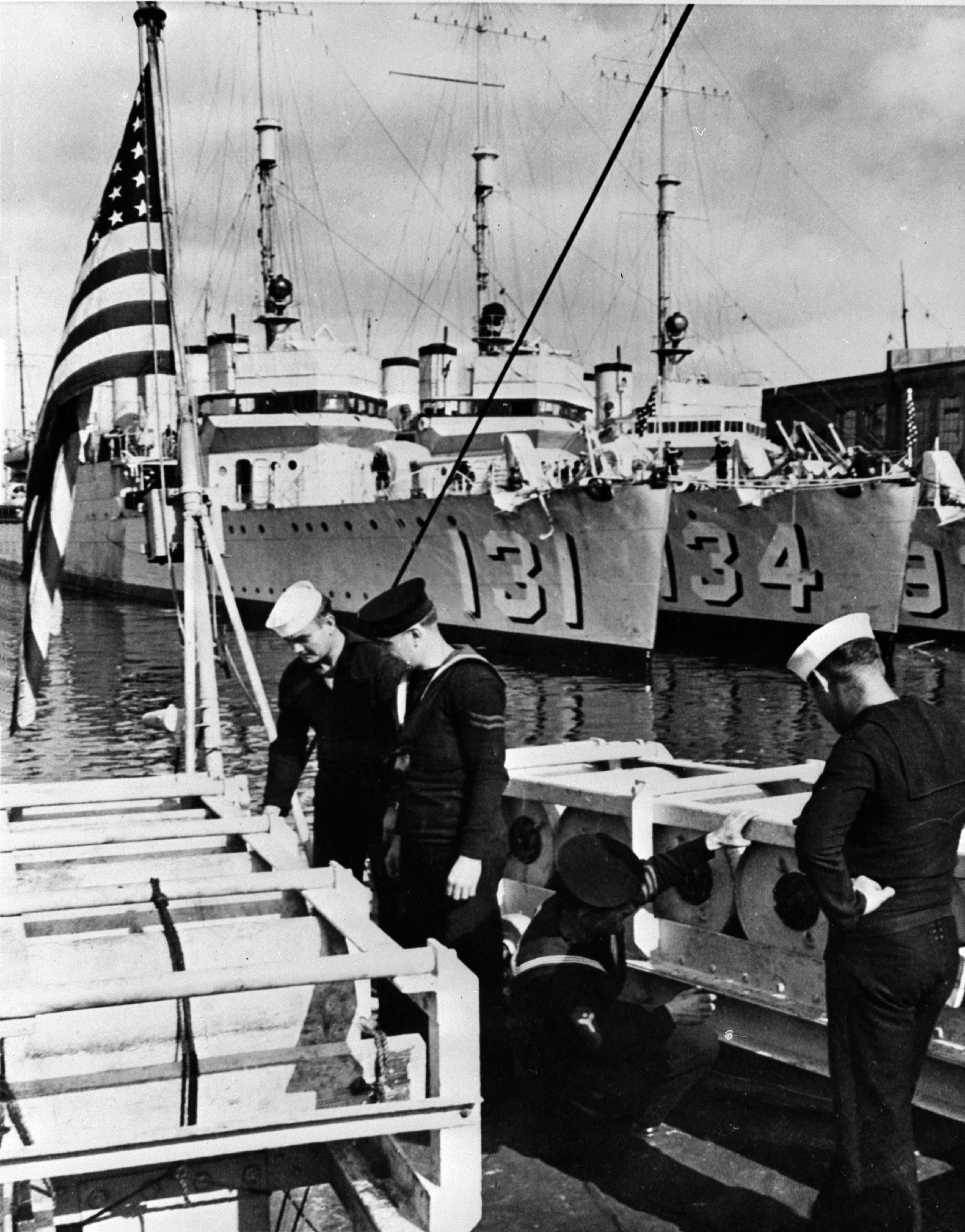
Zerstörer der Wickes-Klasse werden vor ihrer Übergabe inspiziert

Die übergebenen Schiffe wurden als Town-Klasse zusammengefasst. Sie trugen als Zeichen der Verbundenheit der englischsprachigen Nationen alle Ortsnamen, die sowohl in den USA als auch in Großbritannien oder Kanada zu finden sind.
Die erste Gruppe von Fahrzeugen war am 28. September 1940 in Kanada zusammengeführt worden. Die Zerstörer wurden vollständig ausgerüstet und im einsatzbereiten Zustand übergeben. Trotz ihren hohen Alters sollen sie sich in einem guten Zustand befunden haben, was auch vorher skeptische britische Mannschaften überraschte. Auf Grund der relativ kurzen Dienstzeit bei der US Navy waren diese Schiffe aber auch wenig abgefahren. Der größte Mangel aus Sicht der britischen Matrosen zeigte sich gleich in der ersten Nacht, als viele Mannschaften schlaflos in ihren Kojen lagen und sich fragten, warum die US-Navy die Hängematten abgeschafft hatte.
Die Royal Navy übernahm 43 Zerstörer. Davon wurde 1940 die Manfield an Norwegen übergeben, 1941 folgten Bath, Newport und St. Albans. Die Sowjetunion erhielt 1944 neun Zerstörer als zeitweiligen Ersatz für die der Sowjetunion als Kriegsbeute zustehenden italienischen Schiffe.
Die Royal Canadian Navy erhielt sieben Zerstörer.